# Agnières-en-Dévoluy
Agnières-en-Dévoluy è un comune soppresso e frazione francese del comune di Le Dévoluy, situato nel dipartimento delle Alte Alpi della regione della Provenza-Alpi-Costa Azzurra.
Agnières-en-Dévoluy è stato un comune indipendente fino al 1º gennaio 2013, quando si è fuso con i comuni di Saint-Étienne-en-Dévoluy, La Cluse e Saint-Disdier, per formare il nuovo comune di Le Dévoluy.

## Storia
Lo stemma era in uso dal 1968.

## Società

### Evoluzione demografica
Abitanti censiti